# Saint-Pierre-de-Juillers
 Saint-Pierre-de-Juillers  es una población y comuna francesa, situada en la región de Poitou-Charentes, departamento de Charente Marítimo, en el distrito de Saint-Jean-d'Angély y cantón de Aulnay.
Al igual que la cercana ciudad de Saint-Martin-de-Juillers, el pueblo está unido al código postal de la ciudad de Saint-Jean d'Angely, por lo que estos dos distritos pertenecen al cantón de Aulnay.

## Demografía
| 543 | 473 | 444 | 379 | 366 | 367 |
| Para los censos de 1962 a 1999 la población legal corresponde a la población sin duplicidades (Fuente: INSEE [Consultar]) |     |     |     |     |     |